# 東由希惠
東 由希惠（あずま ゆきえ、7月25日 - ）は、沖縄県を拠点にタレント活動をしている日本の女優。特定の芸能事務所には所属せずにフリーランスで活動している。

## 来歴
沖縄県宜野湾市出身。台湾人の父親と日本人（沖縄出身）の母親との間に生まれたハーフである。
23歳のときに宜野湾市の観光親善使節「はごろもレディ」に選出され、かねてからの夢であった女優を目指して上京。テレビのレギュラー番組を持つに至るも、母親が末期がんに侵されているとの知らせを受け、29歳のときに帰郷する。
以後は、地元沖縄での活動を展開している。2013年には、南城市のゆるキャラ「なんじぃ」の彼女を決めるというコンセプトのミスコン「なんじぃガール」で2位に入賞した。

## 人物
趣味は三線（古典）、離島めぐり。特技は写真と文、「くぅえぶー」（「くうぇーぶー」とも表記）。座右の銘は「全てはまわる∞」。くぅえぶーとは琉球方言で「食べ物に恵まれている」ことを意味する言葉で、自他ともに認める食べ物運の強さを持つ。

## 出演・活動

### テレビ番組
- 格闘王（TBS） - アシスタント[3]
- くらしイキイキ（2010年 - 2011年、琉球朝日放送）[4]
- ガールズ10Q（2010年 - 2011年、琉球朝日放送）[4]
- Qごろ〜'sカフェ（2011年 - 2017年、琉球朝日放送） - リポーター
- 土曜午前のミニ番組シリーズ『あれよし』『これよし』『それもよし』（2017年 - 、琉球朝日放送） - リポーター[3]

### テレビドラマ
- 琉神マブヤー（2009年、琉球放送） - マングーチュ 役[4]
- 運命の人（2012年、TBS） - 話し方指導

### ネット配信ドラマ
- リュウキュウONEミニッツ 第2弾 ムヌマイ（2011年、制作：RBCビジョン、配信：沖縄ちゅらサウンズ）

### ラジオ番組
- イブニングワイドMIX（2013年 - 2014年、ラジオ沖縄） - ラジオカーリポーター
- Island Today!（2014年 - 2018年、ラジオ沖縄） - ラジオカーリポーター[7]
- ティーサージ・パラダイス（2015年 - 2018年、ラジオ沖縄） - パーソナリティ[3]
- グートゥーミートゥー（2018年、ラジオ沖縄） - ラジオカーリポーター[3]
- ユーグラデーションタイム チョイス!!（2018年、ラジオ沖縄） - ラジオカーリポーター[3]

### 舞台
- かじまやーカメおばぁの生涯（2009年、北谷町ちゃたんニライセンター、演出：栗山民也） - さおり 役[8]
- Be-STUDiO stage 2nd 刹那の絆（2011年、宜野湾市ヒューマンステージ）[4]
- 沖縄俳優協会・沖縄芝居公演 走れ！トートーメー（2014年、北谷町ちゃたんニライセンター） - 光子 役[9]

### CM
- 琉球ジャスコ かりゆしウェア
- ブルボン プチシリーズ
- オキハム タコライス[4]
- ローソン沖縄[4]